# Find A Way Home
Find A Way Home è l'undicesimo album in studio della rock band americana MxPx, pubblicato il 25 agosto 2023. L'album è stato annunciato per la prima volta sulle pagine dei social media di MxPx il 6 luglio. È il loro primo album in studio in cinque anni, dai tempi di MxPx (2018). .
L'album è stato preceduto dall'unico singolo, Stay Up All Night. Ad ogni canzone dell'album è stato assegnato un video musicale.

## Tracce
1. Not Today – 2:12
2. This Is What You Told Me – 2:18
3. What I Tell Myself – 2:24
4. Cautious Optimistic – 2:45
5. Excuse My French – 2:29
6. Stay Up All Night – 2:58
7. Ready To Rage – 2:45
8. Undone – 2:37
9. Call Me – 2:31
10. Mountains To Climb – 2:42
11. Sunrise – 1:21
12. When We Broke Through – 2:52
13. Mistakes Will Be Made – 3:28